# 楊鈞鈞
楊鈞鈞（1956年—），台灣前女演員，曾十一度演出以古龍作品改編題材之影視作品，均飾演劇中女主角，多次與孟飛搭檔演出。

## 佚事
- 演藝生涯作品大部分与孟飛合演[1]，被傳為孟飛前女友。
- 近年被網民誤傳為香港藝人黄夏蕙，兩者差異很大。[2]
- 1998年，楊曾自編自導自演武俠劇《西門無恨》（共分《西门无恨之桃花传奇》和《西门无恨之无恨泪》两部），親自主唱主題曲和插曲。由于其在该剧中视觉年龄差距甚大，被网友戏称为“西门大妈”，并出现当时其已65岁的误传[3]。該劇由三方合資(包含中國央視)，版權在楊手中，央視可播而未播原因不明。部分劇中演員與楊合作上產生嫌隙，對外亂傳言公司拖欠劇中參演者的薪水，實不足信。

## 外部連結
- 楊鈞鈞在互联网电影资料库（IMDb）上的資料（英文）（英文）
- 楊鈞鈞在香港影庫上的簡介
- 楊鈞鈞在豆瓣上的资料（简体中文）
- 楊鈞鈞在时光网上的簡介（简体中文）